# Coste por influencia
Se denomina coste por influencia o (CPI) al valor que se le atribuye a un medio como un blog y concretamente a su editor el blogger, de intervenir o cambiar la opinión de sus seguidores.
En un blog los blogueros vierten opiniones a diario y cada blog tiene sus seguidores, usuarios que leen habitualmente sus artículos (post) y que al ser una persona visible la que escribe y no un anuncio le brindan más credibilidad que a los mensajes recibidos por la publicidad convencional. Es un hecho comprobado que nos fiamos más de lo que nos cuenta otra persona que de lo que vemos en la televisión.
Cada blog tiene su nivel de influencia desde el más importante hasta el más pequeño, igual que lo tenemos cada persona sobre nuestro alrededor, con la diferencia de que en un blog al ser un medio en línea gracias a Internet y a los feeds la difusión de cada opinión siempre tiene un alcance mucho mayor que la de una persona con su entorno habitual.
El coste por influencia no solo se mide por la cantidad de gente que sigue dicho medio, sino por la calidad de esa audiencia, es decir, por lo relevante de sus posiciones en un mercado o en la sociedad o política.
De este modo no es tan influyente un blog con miles de visitas ocasionales de usuarios esporádicos como un blog donde su audiencia se centre en altos directivos de un mercado concreto.
Los principales diferencias del coste por influencia respecto otras medidas de eficacia publicitaria, son que el coste por influencia no se relaciona con las ventas directas de unidades sino con el branding, el crear marca, situarse donde se debe, formando parte del valor de la credibilidad que te otorga la influencia.
Otras formas de medir las campañas publicitarias serían:
- Coste Por Mil impresiones CPM
- Coste Por Click CPC
- Coste Por Lead CPL
- Coste Por Acción CPA

### En inglés
- en:Internet marketing
- en:Cost per mille CPM
- en:Cost per click CPC
- en:Cost per action CPA
- en:Cost per impression CPI
- en:Social influence